# Чарнецкий, Феликс Юзеф
Феликс Юзеф Чарнецкий (пол. Feliks Józef Czarniecki; 1770, Козле, Опольское воеводство — 1834) — сенатор-воевода Царства Польского, известный своей преданностью России.

## Биография
Родился около 1770 года. Представитель рода Чарнецких герба Лодзя. Кавалер ордена Святого Станислава  (1791), камергер короля Станислава Августа Понятовского (1792).
В наполеоновском Герцогстве Варшавском был сенатором-каштеляном (1811).
Член Экономического и сельскохозяйственного общества, видный масон.
В российском Царстве Польском Чарнецкий стал сенатором-воеводой (1825). По должности был членом Суда Сейма, состоявшего из всех наличных сенаторов. В 1827—28 годах, участвуя в рассмотрении дела руководителей антироссийского «Патриотического общества», требовал для них сурового приговора. Кавалер ордена Белого Орла (1829).
В дальнейшем Чарнецкий стал одним из немногих сенаторов, не поддержавших Ноябрьское восстание. Отказался подписывать акт о низложении Николая I, как царя Польского, за что в июле 1831 года был исключен из Сената.
После подавления Ноябрьского восстания, был членом суда над лидерами повстанцев. Член Государственного совета Царства Польского (с 1833 года), но уже в 1834 году скончался.